# Gigantopigeus mirabilis
Gigantopigeus mirabilis is een keversoort uit de familie zwartlijven (Tenebrionidae). De wetenschappelijke naam van de soort is voor het eerst geldig gepubliceerd in 1984 door Kaszab.